# Dosenstechen

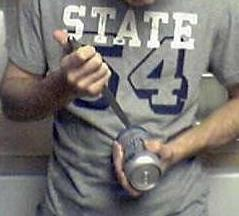
Beim Aufstechen der Bierdose

Dosenstechen (auch Dosenschießen, Kosakenpumpe, Turbobier, Stechhalbe oder Holzfäller, amerikanisch  auch shotgun) ist eine Methode,  mit der eine Getränkedose besonders schnell ausgetrunken werden kann. Dazu wird die Dose mit einer zusätzlichen Öffnung versehen („angestochen“), so dass beim Trinken aus einer der beiden Öffnungen die Luft durch die andere Öffnung oberhalb des Flüssigkeitsspiegels in die Dose nachströmen kann. Auf diese Weise wird verhindert, dass sich oberhalb des Flüssigkeitsspiegels ein Unterdruck bildet. Andernfalls müsste die Luft durch die Trinköffnung nachströmen und in Form von Blasen durch die Flüssigkeit aufsteigen.
Das Dosenstechen kann als Trinkspiel dienen, wobei auf Zeit getrunken wird. Das Anbringen der zusätzlichen Öffnung erfolgt oft mit Messern, Schraubendrehern, Schlüsseln oder ähnlichen improvisierten Werkzeugen.
Bei einer 0,33-l-Dose mit einer Höhe von 115 mm befindet sich der Flüssigkeitsspiegel etwa 90 mm über der Austrittsöffnung. Daraus ergibt sich nach Torricelli eine anfängliche Ausflussgeschwindigkeit von 1,3 m/s. Das pro Sekunde austretende Biervolumen ergibt sich aus der Multiplikation der Ausflussgeschwindigkeit mit der Fläche der Öffnung, korrigiert mit dem empirischen Faktor 0,63 für dünnwandige Gefäße.
Der Collegefilm Der Volltreffer (The Sure Thing) von 1985 enthält eine Szene, in der John Cusack eine Dose Bier auf diese Weise leert, der Slangbegriff „shotgun“ für das Ritual ist im Amerikanischen seit 1983 nachgewiesen. 2012 brachte die amerikanische Miller-Brauerei eine speziell für leichtes Dosenstechen vorbereitete Bierdose namens „Punch Top Can“ auf den Markt, bei der das Blech auf der Oberseite dünner als normal ausgeführt ist.